# Mr. Monk Goes to Hawaii
Mr. Monk Goes to Hawaii è il secondo romanzo scritto da Lee Goldberg basato sulla serie televisiva Detective Monk. È stato pubblicato il 5 luglio 2006. Come gli altri romanzi, la storia è narrata da Natalie Teeger, l'assistente di Adrian.

## Trama
Mentre Monk e la sua assistente Natalie sono in vacanza alle Hawaii si imbattono nel caso di Helen Gruber, una ricca donna trovata morta in una vasca idromassaggio, all'ombra di una palma. Secondo la polizia è morta annegata dopo essere stata colpita da una noce di cocco, ma Monk crede che si tratti di omicidio. Le indagini si complicano quando Dylan Swift, un famoso sensitivo che si trova sul luogo per girare una puntata del suo programma televisivo, afferma di essere a conoscenza di dettagli dall'aldilà.

## Personaggi
- Adrian Monk: il detective protagonista della serie, interpretato nella serie da Tony Shalhoub
- Natalie Teeger: assistente di Adrian e narratrice del romanza, interpretata nella serie da Traylor Howard
- Ambrose Monk: fratello agorafobico di Monk, interpretato nella serie da John Turturro
- Leland Stottlemeyer: capitano della polizia di San Francisco, interpretato nella serie da Ted Levine
- Julie Teeger: la figlia adolescente di Natalie, interpretato nella serie da Emmy Clarke
- Charles Kroger: lo psichiatra che ha in cura Adrian, interpretato nella serie da Stanley Kamel
- Randy Disher: braccio destro di Stottlemeyer, interpretato nella serie da Jason Gray-Stanford
- Trudy Monk: defunta moglie di Adrian, interpretata nella serie da diverse attrici.